# Brunflo landskommun
Brunflo landskommun var en tidigare kommun i Jämtlands län.

## Administrativ historik
Brunflo landskommun inrättades den 1 januari 1863 i Brunflo socken  i Jämtland  när 1862 års kommunalförordningar trädde i kraft. Den 10 februari 1899 inrättades Odenslunds municipalsamhälle i kommunen. Den delen avskiljdes och inkorporerades med Östersunds stad den 1 januari 1918.
Vid kommunreformen 1952 gick kommunerna Lockne och Marieby upp i Brunflo. Kommunen fick därmed i stort sett samma omfattning som Brunflo tingslag tidigare haft, innan detta kom att bli en del av Revsunds, Brunflo och Näs tingslag år 1906. 1971 bildades Östersunds kommun, och Brunflo kom att ingå i denna.

### Kyrklig tillhörighet
I kyrkligt hänseende tillhörde kommunen Brunflo församling. Den 1 januari 1952 tillkom Lockne församling och Marieby församling.

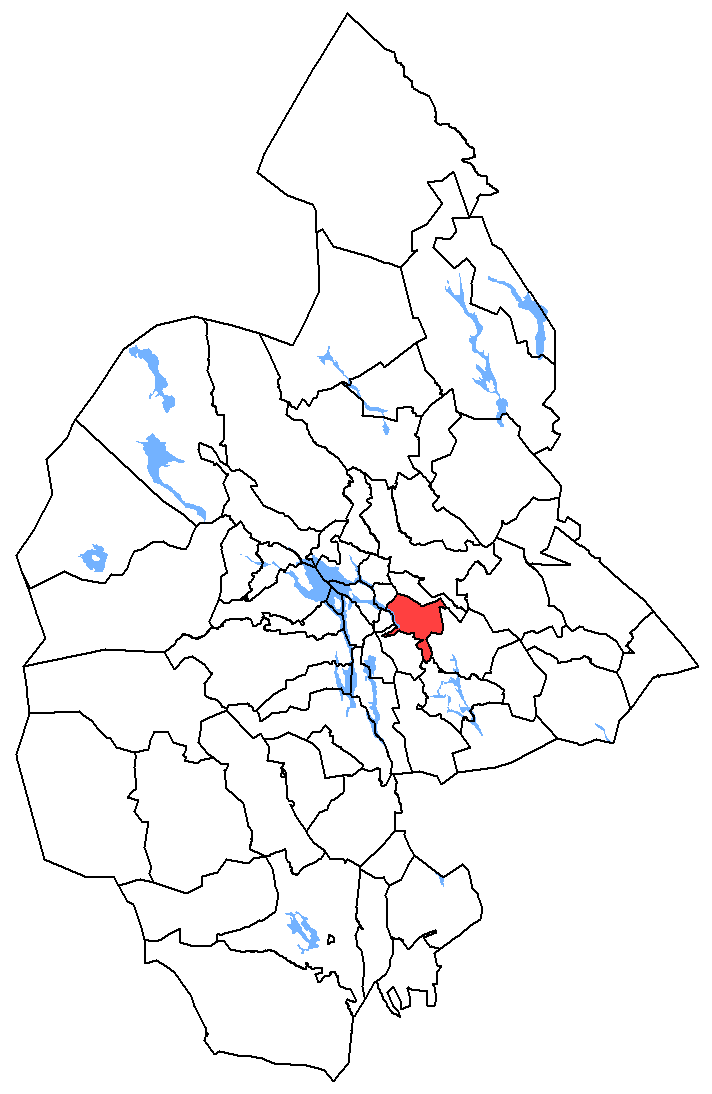
Brunflo landskommun innan kommunreformen 1952.

## Folkmängd
År 1959 fanns det 6 072 invånare i kommunen och kommunen hade en befolkningstäthet på 13,0 invånare/km². Detta kan jämföras med riksgenomsnittet som då var 18,0 invånare/km².
År 2006 skulle motsvarande område haft en befolkning på 14 190 invånare.

## Kommunvapnet

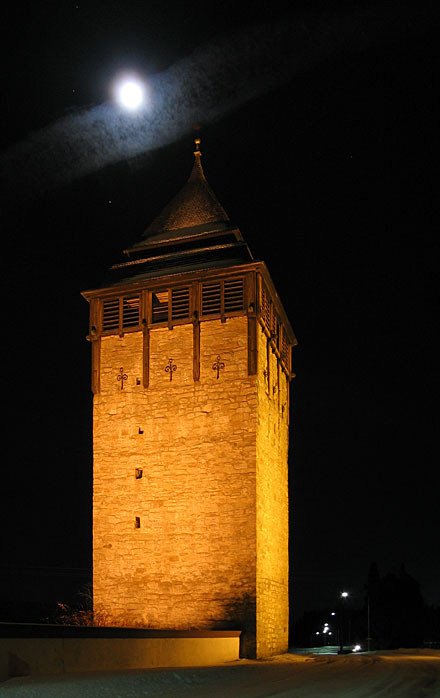
Den medeltida kastalen i Brunflo fanns symboliserad i landskommunens vapen.

Blasonering: I blått fält ett krenelerat torn, åtföljt på vardera sidan av en årderbill, allt av silver. 
Kommunvapnet antogs 1955. Tornet syftar på den medeltida kastalen vid Brunflo kyrka medan årderbillarna är en heraldisk omskrivning av plogen i Marieby sockens sigill. Dessa symboliserar jordbruksbygden runt Brunfloviken.

## Geografi
Brunflo landskommun omfattade den 1 januari 1952 en areal av 536,09 km², varav 467,16 km² land.

### Tätorter i kommunen 1960
| Tätort   | Folkmängd |
| -------- | --------- |
| Brunflo  | 1 123     |
| Ope      | 365       |
| Tandsbyn | 275       |

Tätortsgraden i kommunen var den 1 november 1960 29,9 procent.

## Politik

### Mandatfördelning i valen 1938-1966
| 14 | 7 | 4 |

| 23 |

| 14 | 3 | 8 |

| 22 |

| 14 | 6 | 3 | 2 |

| 21 | 4 |

| 22 | 10 | 5 | 3 |

| 36 |

| 21 | 9 | 5 | 5 |

| 35 |

| 19 | 11 | 4 | 6 |

| 36 |

| 20 | 11 | 5 | 4 |

| 32 | 8 |

|  | 18 | 12 | 5 | 4 |

| 33 | 7 |